# Lista dos vídeos mais visualizados no YouTube

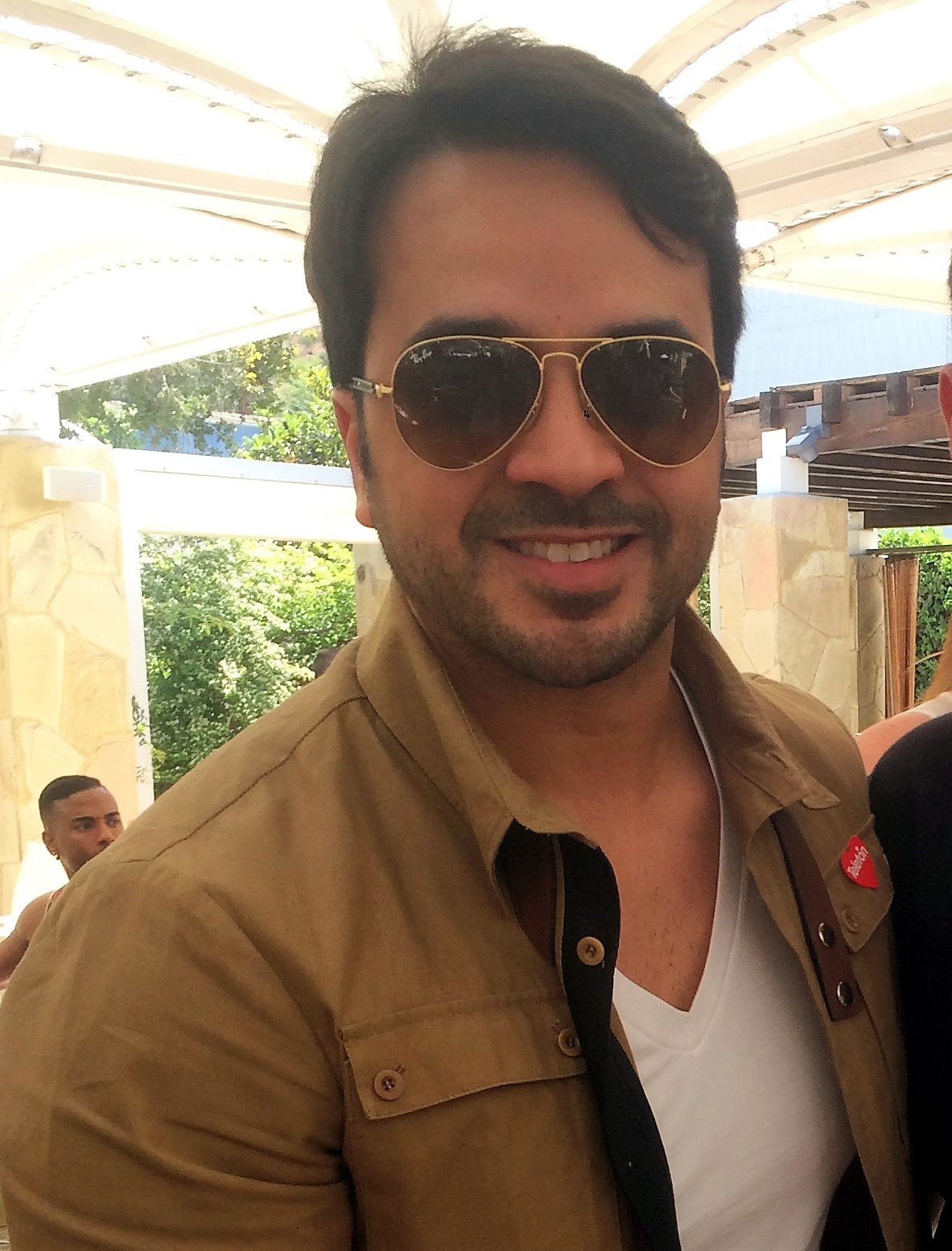
Despacito de Luis Fonsi é, atualmente, o segundo vídeo mais visualizado no YouTube, com mais de 8,20 bilhões de visualizações em dezembro de 2022

Esta é uma lista dos vídeos mais visualizados no YouTube. O YouTube é um site americano de compartilhamento de vídeos com sede em San Bruno, na Califórnia. Foi fundado por Steve Chen, Chad Hurley e Jawed Karim em fevereiro de 2005, e o primeiro vídeo foi "Me at the zoo", enviado por Karim em seu canal em abril de 2005. Embora os vídeos mais vistos fossem inicialmente virais, como " Evolution of Dance" e "Charlie Bit My Finger", os vídeos mais vistos eram cada vez mais relacionados a videoclipes. Na verdade, desde "Bad Romance", de Lady Gaga, todos os vídeos que atingiram o topo da lista de "vídeos mais vistos no YouTube" são videoclipes. Embora alguns dos vídeos mais vistos anteriormente não estejam mais listados no site, chegar ao topo da lista ainda é considerado um grande feito.
Em novembro de 2005, um anúncio da Nike apresentando o jogador de futebol brasileiro Ronaldinho se tornou o primeiro vídeo a atingir um milhão de visualizações.

## Billion View Club
O chamado Billion View Club é uma lista dos vídeos que tiveram sucesso em alcançar mais de 1 bilhão de visualizações desde seu upload inicial.
Em dezembro de 2012, "Gangnam Style" se tornou o primeiro vídeo a atingir um bilhão de visualizações. Em junho de 2015, apenas "Baby" também conseguiu ultrapassar esse limite; mas, em outubro de 2015, um total de dez vídeos tinha atingido essa marca, e o número cresceu para 100 em fevereiro de 2018. Considerando os vídeos mais antigos anteriores à criação do YouTube em 2005, mas que foram adicionados posteriormente:
- "November Rain", do Guns N 'Roses, se tornou o primeiro vídeo feito antes da criação do YouTube a atingir esse limite em julho de 2018.[5]
- "Numb", do Linkin Park, foi o primeiro vídeo dos anos 2000 anterior ao YouTube a atingir 1 bilhão de visualizações em novembro de 2018.[6]
- "Bohemian Rhapsody", do Queen, foi o primeiro vídeo dos anos 1970 (e antes dos anos 1990) a atingir 1 bilhão de visualizações em julho de 2019.[7]
- "Sweet Child o 'Mine", do Guns N' Roses, foi o primeiro vídeo dos anos 1980 a atingir 1 bilhão de visualizações em outubro de 2019.[8]

Com vários vídeos ultrapassando um bilhão de visualizações em 2018, mais interesse tem sido em dois e três bilhões de visualizações e métricas mais altas. Em maio de 2014, "Gangnam Style" foi o primeiro vídeo a ultrapassar dois bilhões de visualizações. "Despacito" se tornou o primeiro vídeo a atingir três bilhões de visualizações em agosto de 2017 e, desde então, ultrapassou quatro bilhões em outubro de 2017, cinco bilhões em abril de 2018, e seis bilhões em fevereiro de 2019.
Em agosto de 2020, catorze vídeos ultrapassaram 3 bilhões de visualizações, cinco dos quais ultrapassaram 4 bilhões e dois vídeos que ultrapassaram cinco e seis bilhões. "See You Again" se tornou o segundo vídeo a alcançar três bilhões de visualizações em agosto de 2017, seguido por "Gangnam Style" em novembro de 2017. "Shape of You" se tornou o segundo o vídeo a alcançar quatro bilhões de visualizações em janeiro de 2019, seguido por "See You Again" em fevereiro de 2019. "Baby Shark Dance" se tornou o segundo vídeo a alcançar cinco bilhões de visualizações em abril de 2020, e o vídeo tem mais visualizações do que pessoas no mundo. e o segundo vídeo a alcançar seis bilhões em julho de 2020.
Em agosto de 2020, os vídeos a alcançarem 1 bilhão de visualizações em menos tempo são: "Hello" (87 dias), "Despacito" (96 dias) e "Shape of You" (97 dias);  a alcançarem 2 bilhões são: "Despacito" (154 dias), "Shape of You" (187 dias) e "Girls Like You" (293 dias); a alcançarem 3 bilhões são: "Despacito" (203 dias) e "Shape of You" (342 dias); a alcançarem 4 bilhões são: "Despacito" (271 dias) e "Shape of You" (708 dias).
No dia 28 de julho de 2021 a canção Never Gonna Give You Up de Rick Astley ultrapassou 1 bilhão de visualizações no YouTube
A maioria desses vídeos no Billion View Club são videoclipes de artistas populares, mas a lista inclui curiosidades, geralmente programas voltados para crianças. Esses vídeos incluem dois episódios do desenho animado russo Masha e o Urso, uma versão de "The Wheels on the Bus" do estúdio de animação britânico Little Baby Bum e "Johny Johny Yes Papa", dos canais infantis indianos LooLoo Kids e ChuChu TV. Várias versões da música "Baby Shark" no total acumularam mais de cinco bilhões de visualizações em janeiro de 2019, com a versão original postada por Pinkfong tendo excedido dois bilhões de visualizações.

## Vídeos mais visualizados
A tabela a seguir lista os 30 vídeos mais vistos no YouTube, com cada total arredondado para os 10 milhões de visualizações mais próximos, upload e data de upload.
| #                                                                         | Nome                                        | Artista/Canal                                                       | Visualizações (bilhão) | Data de upload          |
| ------------------------------------------------------------------------- | ------------------------------------------- | ------------------------------------------------------------------- | ---------------------- | ----------------------- |
| 1.                                                                        | "Baby Shark Dance"                          | Pinkfong                                                            | 16.0                   | 17 de junho de 2016     |
| 2.                                                                        | "Despacito"                                 | Luis Fonsi com participação de Daddy Yankee                         | 8.7                    | 13 de janeiro de 2017   |
| 3.                                                                        | "Wheels on the Bus"                         | Cocomelon - Nursery Rhymes                                          | 7.7                    | 24 de maio de 2018      |
| 4.                                                                        | "Bath Song"                                 | Cocomelon – Nursery Rhymes                                          | 7.1                    | 2 de maio de 2018       |
| 5.                                                                        | "Johny Johny Yes Papa"                      | LooLoo Kids                                                         | 7.0                    | 8 de outubro de 2016    |
| 6.                                                                        | "See You Again"                             | Wiz Khalifa com participação de Charlie Puth                        | 6.7                    | 7 de abril de 2015      |
| 7.                                                                        | "Shape of You"                              | Ed Sheeran                                                          | 6.5                    | 30 de janeiro de 2017   |
| 8.                                                                        | "Phonics Song with Two Words"               | ChuChu TV                                                           | 6.5                    | 6 de março de 2014      |
| 9.                                                                        | "Uptown Funk"                               | Mark Ronson com participação de Bruno Mars                          | 5.6                    | 19 de novembro de 2014  |
| 10.                                                                       | "Gangnam Style"                             | Psy                                                                 | 5.6                    | 15 de julho de 2012     |
| 11.                                                                       | "Axel F"                                    | Crazy Frog                                                          | 5.3                    | 16 de junho de 2009     |
| 12.                                                                       | "Learning Colors – Colorful Eggs on a Farm" | Miroshka TV                                                         | 5.2                    | 27 de fevereiro de 2018 |
| 13.                                                                       | "Dame Tu Cosita"                            | El Chombo com participação de Cutty Ranks                           | 5.1                    | 5 de abril de 2018      |
| 14.                                                                       | "Masha and the Bear – Recipe for Disaster"  | Get Movies                                                          | 4.6                    | 31 de janeiro de 2012   |
| 15.                                                                       | "Baa Baa Black Sheep"                       | Cocomelon - Nursery Rhymes                                          | 4.5                    | 25 de junho de 2018     |
| 16.                                                                       | "Waka Waka (This Time for Africa)"          | Shakira com participação de Freshlyground                           | 4.2                    | 4 de junho de 2010      |
| 17.                                                                       | "Sugar"                                     | Maroon 5                                                            | 4.2                    | 14 de janeiro de 2015   |
| 18.                                                                       | "Counting Stars"                            | OneRepublic                                                         | 4.2                    | 31 de maio de 2013      |
| 19.                                                                       | "Roar"                                      | Katy Perry                                                          | 4.1                    | 5 de setembro de 2013   |
| 20.                                                                       | Humpty the Train on a Fruits Ride           | Kiddiestv Hindi - Nursery Rhymes & Kids Songs                       | 4.1                    | 26 de jan. de 2018      |
| 21.                                                                       | "Dark Horse"                                | Katy Perry com participação de Juicy J                              | 4.0                    | 20 de fevereiro de 2014 |
| 22.                                                                       | "Sorry"                                     | Justin Bieber                                                       | 3.9                    | 22 de outubro de 2015   |
| 23.                                                                       | "Thinking Out Loud"                         | Ed Sheeran                                                          | 3.9                    | 7 de outubro de 2014    |
| 24.                                                                       | "Perfect"                                   | Ed Sheeran                                                          | 3.9                    | 9 de novembro de 2017   |
| 25.                                                                       | "Faded"                                     | Alan Walker                                                         | 3.8                    | 4 de dezembro de 2015   |
| 26.                                                                       | "Let Her Go"                                | Passenger                                                           | 3.8                    | 25 de julho de 2012     |
| 27.                                                                       | "Girls Like You"                            | Maroon 5 com participação de Cardi B                                | 3.8                    | 31 de maio de 2018      |
| 28.                                                                       | "Lean On"                                   | Major Lazer e DJ Snake com participação de MØ                       | 3.7                    | 23 de março de 2015     |
| 29.                                                                       | "Bailando"                                  | Enrique Iglesias com participação de Descemer Bueno e Gente de Zona | 3.7                    | 11 de abril de 2014     |
| 30.                                                                       | "Shake It Off"                              | Taylor Swift                                                        | 3.5                    | 18 de agosto de 2014    |
| Lista atualizada em 10 de julho de 2025, ás 16:21 no horário de brasilia. |                                             |                                                                     |                        |                         |